# Bessines-sur-Gartempe

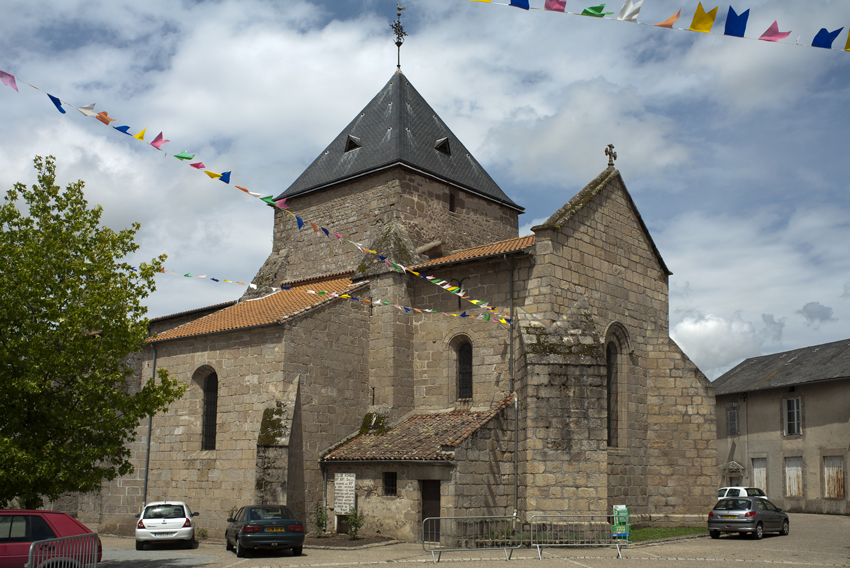
Kościół w Bessines-sur-Gartempe (2008)

Bessines-sur-Gartempe – miejscowość i gmina we Francji, w regionie Nowa Akwitania, w departamencie Haute-Vienne.
Według danych na rok 1990 gminę zamieszkiwało 2988 osób, a gęstość zaludnienia wynosiła 54 osoby/km² (wśród 747 gmin Limousin Bessines-sur-Gartempe plasuje się na 30. miejscu pod względem liczby ludności, natomiast pod względem powierzchni na miejscu 21.).

## Populacja

Populacja Bessines-sur-Gartempe w latach 1962–2008